# Pannonisches Klima

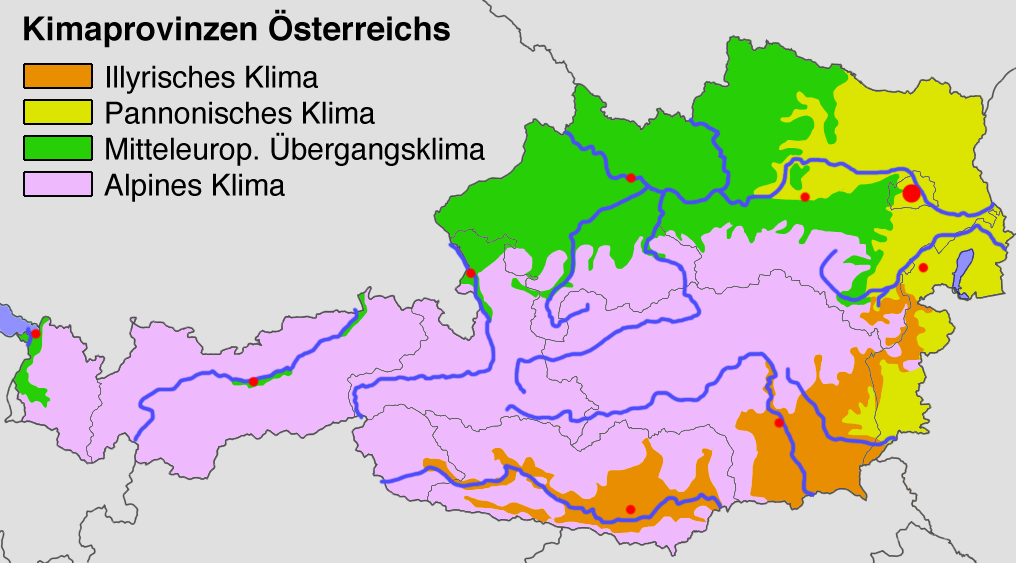
Die „klassisch“ österreichischen Klimaprovinzen

Das Pannonische Klima oder mitteleuropäisch-subkontinentale Klima ist eine der vier nationalen Klimaprovinzen Österreichs, die charakteristisch für die Flach- und Hügelländer der pannonischen Tiefebene im Osten Österreichs (und darüber hinaus) ist. Es ist ein typisches kontinentales Klima der gemäßigten Zone, das aber als von Hochgebirgen allseitig umrahmte Pfanne mit gleichzeitiger Nähe zweier Seeklimate (des Mittelmeers und des Schwarzmeers) einige Sonderheiten aufweist. So stellt es sich als für Europa relativ warmes sowie trockenes Klima mit heißen Sommern dar; die Winter können allerdings aufgrund kontinentaler Einflüsse recht kalt sein, sind aber ebenfalls trocken. Die Niederschlagsmenge ist die geringste, die jährliche Temperaturschwankung die höchste von Österreich.
Grundsätzlich drängen häufige Ostwindlagen die niederschlagsreichen Westwinde in diesem Teil Österreichs zurück. Reichliche Luftbewegungen fördern die Verdunstung und führen zur Austrocknung der Böden. Die warme Jahreszeit umfasst hier etwa fünf bis sieben Monate. Zu dieser Klimaprovinz gehören das Karpatenvorland, das Wiener Becken und die Neusiedler Bucht.
Typische Eigenheit ist die Vb-Wetterlage, ein Südstau eines abgewanderten Mittelmeertiefs am Karpatenbogen, das in Karpaten, Sudeten, Böhmischer Masse und Ostalpen enorme Regenmengen bringt, sich im pannonischen Kernraum selbst aber primär durch die von den Rändern zusammenfließenden Hochwässer an Donau und Theiß auswirkt. Das pannonische Klima übt einen starken Einfluss auf die pannonische Flora aus.
Im Vergleich zu den international üblichen Klimaklassifikationen entspricht das Pannonische Klima nach Köppen & Geiger einem Übergangsklima zwischen Dfa- und Dfb-Klima (Sommerheißes und sommerwarmes feuchtes Kontinentalklima). Auf aktuellen Köppen-Karten fällt der Raum entweder unter Dfb oder Cfb Bei der Troll-Paffen-Klassifikation ist ein Übergangstyp zwischen III.3 (Subozeanisches Waldklima) und III.9 (Winterkaltes Feuchtsteppenklima) anzunehmen; die Karte weist überall III.3 aus. Im Gegensatz zu diesen effektiven Klassifikationen, deren Grenzziehungen aus definierten thermischen und hygrischen Werten entstehen, wurden die Grenzen zwischen den Klimaprovinzen aus der naturräumlichen Gliederung Österreichs abgeleitet.

## Untergliederung
Das pannonisch geprägte Klima kann weiter untergliedert werden:
- Pannonische Klimaprovinz: Weinviertel, östliches Alpenvorland, Wiener Becken, Nordburgenland; große Jahresamplitude, sommerliche Trockenklimate, Januar-Mittel unter −1 °C, jährliche Niederschläge um 700 mm, strahlungsreich.
- Pannonisch geprägtes Hochlandklima: Waldviertel; thermisch und hygrisch kontinentales Klima mit hohen Tagesamplituden; Temperaturmittel infolge der Höhenlage geringer, starke winterliche Abkühlung (Januar-Mittel bis −6 °C, Offenheit gegen polare Kaltlufteinbrüche), starke sommerliche Erwärmung, ausgeprägte Trockenklemme.
- Sonderklimate: Neusiedlersee; durch hohe hygrische Ozeanität bei Sonnenscheindauer um 2000 Stunden begünstigte Räume.
- Bereiche ausgeprägter Ozeanität: Teile des Weinviertels, Thermenlinie

(Ozeanisch geprägt sind in Österreich auch die Südoststeiermark, die schon unter Einfluss des Mittelmeerklimas Teil der Illyrischen Zone ist, und der Nordstau der Alpen etwa im Bregenzer Wald oder Salzkammergut.)